# Adamantanon
Adamantanon (přesněji adamantan-2-on) je cyklický keton odvozený od adamantanu. Získává se oxidací adamantanu a slouží na přípravu některých jeho derivátů.
Adamantanon a některé další podobné polycyklické ketony jsou odolné vůči tvorbě enolátů, což je způsobeno tím, že příslušné karboanionty nemohou vytvářet konjugáty s vazbami pí karbonylových skupin.